# Frontières du Brésil

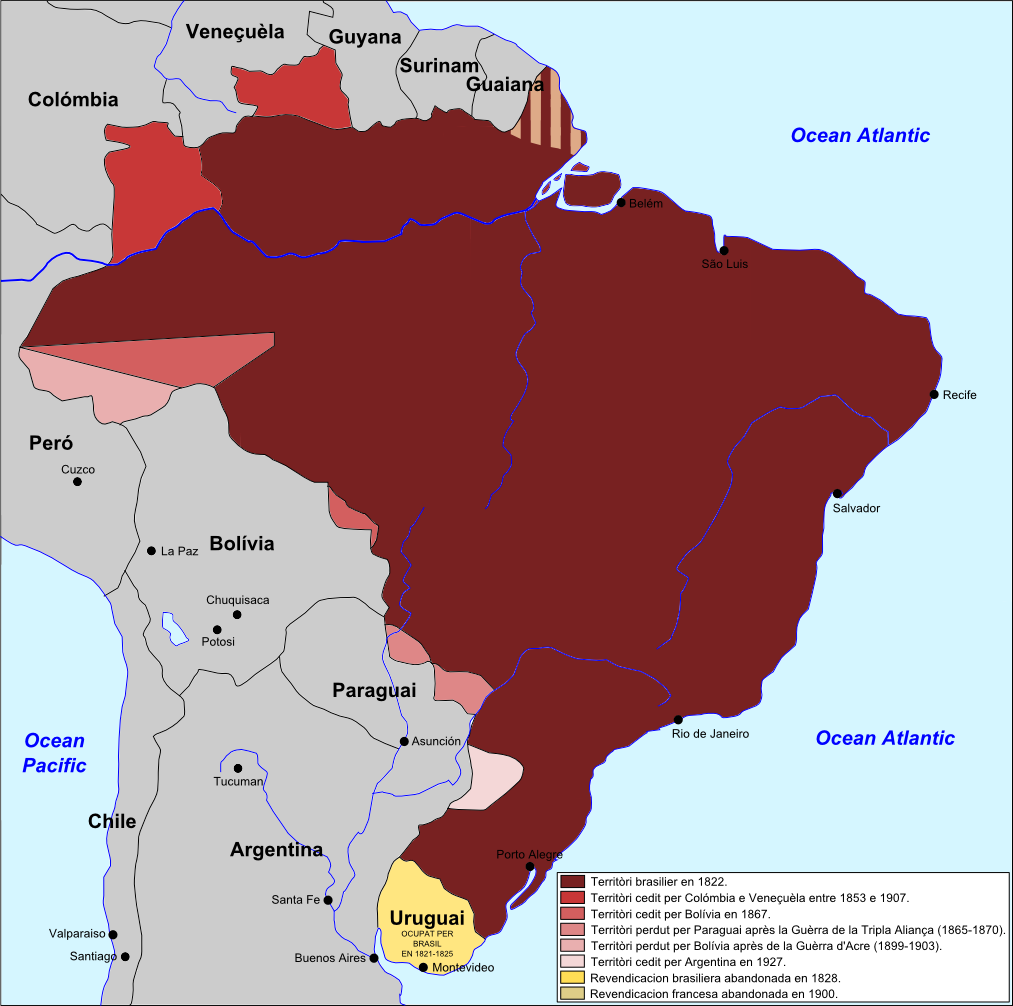
Evolution territoriale du Brésil lors du XIX et du XX.

Les frontières du Brésil sont les frontières internationales que partage le Brésil avec les États qui voisinent le territoire sur lequel il exerce sa souveraineté en Amérique du Sud. Au nombre de dix, elles s'étendent sur un total de 14 691 kilomètres, ce qui le place au troisième rang, après la république populaire de Chine et la fédération de Russie, parmi les pays possédant les plus longues frontières terrestres internationales.
| Pays voisin | Longueur | États du Brésil concernés                         |
| ----------- | -------- | ------------------------------------------------- |
| Argentine   | 1 224 km | Paraná, Rio Grande do Sul et Santa Catarina       |
| Bolivie     | 3 400 km | Acre, Mato Grosso, Mato Grosso do Sul et Rondônia |
| Colombie    | 1 643 km | Amazonas                                          |
| France      | 730 km   | Amapá                                             |
| Guyana      | 1 605 km | Pará et Roraima                                   |
| Paraguay    | 1 290 km | Mato Grosso do Sul et Paraná                      |
| Pérou       | 1 560 km | Acre et Amazonas                                  |
| Suriname    | 593 km   | Amapá et Pará                                     |
| Uruguay     | 985 km   | Rio Grande do Sul                                 |
| Venezuela   | 2 200 km | Amazonas et Roraima                               |

## Évolutions historiques
Au moment de l'indépendance du Brésil en 1822, les frontières sont celles issues des divers traités établis entre les colonies espagnoles et la couronne portugaise. Les frontières du Brésil colonial ont par ailleurs régulièrement évolué depuis le traité de Tordesillas en 1494, établissant la frontière entre les possessions portugaises et espagnoles à 370 lieues à l'ouest des îles du Cap-Vert (méridien qui se situerait aujourd'hui à 46° 37' ouest). Le traité de Madrid de 1750 modifia grandement les frontières portugaises, en les déplaçant vers l'ouest, jusqu'à la cordillère des Andes. La guerre des Guaranis fut la conséquence du déplacement des populations indigènes lié au traité (immortalisée dans le film Mission, réalisé en 1986 par Roland Joffé).
Après son indépendance en 1889, l'empire du Brésil s'efforça d'appliquer une politique d'expansion qui se traduit par une succession de traités, dans l'immense majorité en faveur du Brésil, avec ses voisins.
- Nouvelle-Grenade, puis Colombie :
  - 1826, 1853, 1868-1870 et 1880-1882. Le Brésil agrandit sa région de l'Amazonas[1] ;
  - 1907 : traité Vásquez Cobo-Martins ;
  - 1928 : traité García Ortiz-Mangabeira ;
- Venezuela :
  - 1859 : définie la frontière de Cucuí au Mont Roraima ;
- Guyane française :
  - 1900 : arbitrage résultant du contesté franco-brésilien. Le Brésil récupère le territoire du rio Araguari à l'Oyapock ;
- Pérou :
  - 1909 : traité de Rio de Janeiro ;
- Bolivie :
  - 1867 : traité d'Ayacucho. Le Brésil récupère la partie nord-est du territoire d'Acre ainsi que la rive droite du rio Paraguay ;
  - 1903 : traité de Petrópolis. Le Brésil récupère l'intégralité du territoire d'Acre ;
- Paraguay :
  - 1870 : fin de la guerre de la Triple-Alliance. Le Brésil annexe une partie de la frontière paraguayenne ;
- Argentine : 
  - 1890 et 1895 : résolvent la question de Palmas, au profit du Brésil ;
- Uruguay :
  - 1825 : traité de Montevideo. Perte de la province cisplatine et reconnaissance de la république orientale de l'Uruguay.